# Penumbra (серія ігор)
Penumbra (укр. півтінь) — серія комп'ютерних ігор розроблена шведською компанією Frictional Games в жанрі survival horror. Складається з двох частин і одного доповнення.

## Серії гри

### Penumbra: Overture
Перша частина гри, випущена в 2007 році.

### Penumbra: Black Plague
Друга частина гри, випущена в 2008 році.

### Penumbra: Requiem
Доповнення до другої частини гри, випущена в 2008 році.